# Quintanilla del Coco
Quintanilla del Coco là một municipality located in the tỉnh Burgos, Castile và León, Tây Ban Nha. According to the 2004 census (INE), the municipality had a population of 106.